# مويسيس فيريرا غوميز
مويسيس فيريرا غوميز (بالبرتغالية: Moisés Ferreira Gomes‏) (15 مايو 1989 في البرازيل - ) هو لاعب كرة قدم برازيلي في مركز الهجوم. لعب مع نادي سانتوس ونادي غاما ونادي بايساندو ‏ ونادي ناوتيكو وIpatinga Futebol Clube ‏.

## وصلات خارجية
- مويسيس فيريرا غوميز على موقع قاعدة بيانات كرة القدم.إي يو (الإنجليزية)
- مويسيس فيريرا غوميز على موقع قاعدة بيانات كرة القدم.إي يو (الإنجليزية)